# Craugastor alfredi
Espèce
Synonymes
- Hylodes alfredi Boulenger, 1898
- Eleutherodactylus alfredi (Boulenger, 1898)
- Eleutherodactylus conspicuus Taylor & Smith, 1945

Statut de conservation UICN

 VU B2ab(iii) : Vulnérable
Craugastor alfredi est une espèce d'amphibiens de la famille des Craugastoridae.

## Répartition
Cette espèce se rencontre du niveau de la mer à 600 m d'altitude :
- au Mexique dans les États de Veracruz, du Tabasco et du Chiapas.
- au Guatemala au Petén.

## Description
L'holotype mesure 36 mm. Elle est menacée par la perte d'habitat. De nombreuses populations sont attirées par la vie dans ou à proximité des entrées des grottes, en raison des orthoptères et d'autres sources de nourriture.

## Étymologie
Cette espèce est nommée en l'honneur d'Alfredo Dugès.

## Publication originale
- Boulenger, 1898 : Fourth report on additions to the batrachian collection in the Natural History Museum. Proceedings of the Zoological Society of London, vol. 1898, p. 473-482 (texte intégral).